# Командный чемпионат СССР по спидвею 1962
В этом году был проведен первый лично-командный чемпионат СССР , соревнования проводились по таблице личных гонок, в каждой встрече участвовали по 4 команды. По сумме очков в заездах , набранных за все этапы , определялись призеры командного чемпионата , и 32 гонщика , которым предстояло принять участие в полуфиналах личного первенства СССР.
| М  | Команда                      | Матч | Очки |
| -- | ---------------------------- | ---- | ---- |
| 1  | «Башкирия», г. Уфа           |      | 382  |
| 2  | «Карпаты-1», г. Львов        |      | 331  |
| 3  | «Радуга», г. Ровно           |      | 325  |
| 4  | «Стрела», г. Московская обл. |      | 314  |
| 5  | «Ракета», г. Уфа             |      | 312  |
| 6  | «Москва», г. Москва          |      | 290  |
| 7  | «Комета», г. Уфа             |      | 257  |
| 8  | «Калев», г. Таллин           |      | 210  |
| 9  | «Метеор», г. Уфа             |      | 202  |
| 10 | «Нева», г. Ленинград         |      | 157  |
| 11 | «Восток», г. Владивосток     |      | 137  |
| 12 | «Мотор», г. Майкоп           |      | 130  |
| 13 | «Вымпел», г. Ровно           |      | 104  |
| 14 | «Карпаты-2», г. Львов        |      | 102  |
| 15 | «Кубань», г. Краснодар       |      | 99   |
| 16 | «Зубр», г. Минск             |      | 81   |

## Медалисты
| «Башкирия», г. Уфа    | И.Плеханов,Л.Дробязко, Б.Самородов, Ф.Шайнуров, С.Лиоминиди  |
| «Карпаты-1», г. Львов | В.Овчинников, В.Шило, К.Кришталь, А.Грузинцев, В.Винцкевич   |
| «Радуга», г. Ровно    | В.Трофимов, А.Ковальчук, В.Ульянин, Б.Савойский,А.Куприненко |